# Marco (Ceará)
Marco es un municipio brasilero del estado del Ceará. Su población estimada en 2004 era de 20.285 habitantes.

## Historia
Sus orígenes remontan al siglo XVIII, teniendo como referencia un marco de rivalidades entre la Ribeira del Acaraú y Santana del Acaraú, situándose a media legua distante del lugar donde se edificaría el poblado. Las tierras en las cuales se localiza el Municipio eran, primitivamente, habitadas por indios Tremembés, Aperiús y Acrius, tribus que por diferencias familiar se separaron, yendo algunas de ellas residir a Ibiapaba.
Con el arribo de los colonizadores blancos, llegó entre otros, Manuel de Góes, pionero en la ocupación de tierras en Ribeira del Acaraú. Surgieron en esa fase las primeras edificaciones, en proceso lento y persistente, formando a lo largo de los años el conjunto de viviendas de modestas condiciones.

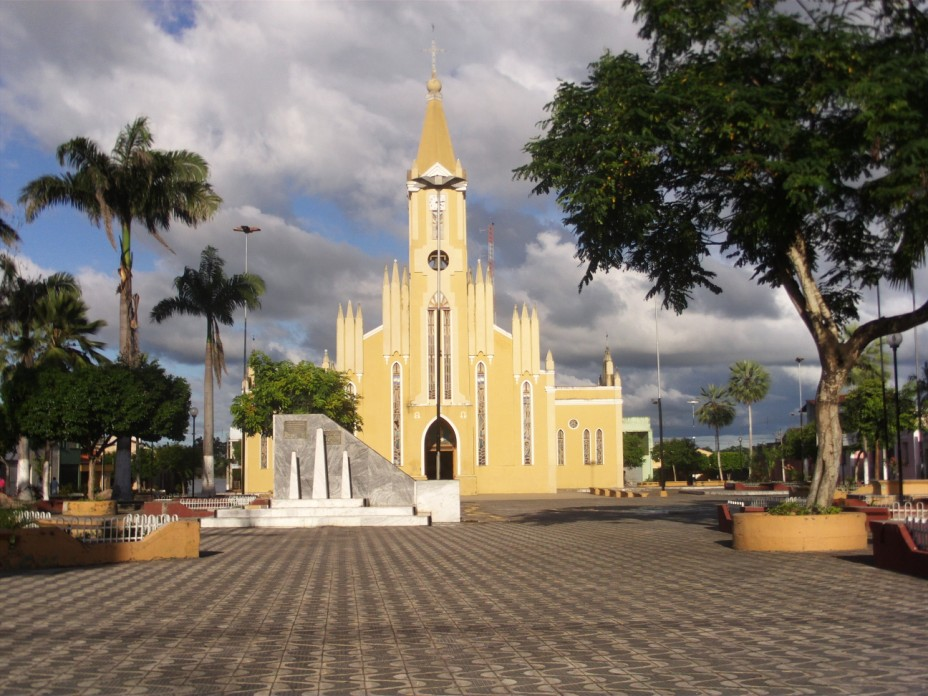
Foto de la iglesia Principal

El distrito, con jurisdicción centralizada en Santana del Acaraú, fecha del 21 de octubre de 1872, fue confirmado posteriormente según la Ley Municipal del 15 de abril de 1893. Su elevación a la categoría de Villa proviene del Decreto ley n.º 448, del 20 de diciembre de 1938. La elevación a la categoría de Municipio con la denominación actual, proviene de la Ley n.º 1.153, del 22 de noviembre de 1951, siendo instalado el 25 de marzo de 1955.